# 合州大桥
合州大桥，又称合川涪江二桥，是一座位于重庆市合川区距涪江嘉陵江汇合口约1.6公里处的跨越涪江的拱式桥梁，北接合阳城街道瑞山立交，南接南津街街道白鹿山立交，现为212国道的一部分。

## 设计
合州大桥全长544.5米，有包括两岸各跨度60米和中间3座跨度120米的5座桥跨；桥面黄海高程净高223米，设计两侧车道各宽10.5米，各附带人行道1.5米，另有中央分隔带1.5米，总宽度26米，有0.5%的纵坡度；桥梁设计未汽车专用一级公路特大桥，通行荷载超20吨汽车、120吨挂车和每平方厘米350公斤人群。
桥梁设计有5个桥墩和1个桥台：其中1号桥墩原设计为重力式墩身，受工期影响改为桩基础墩身；2、3号桥墩为平衡墩；4号桥墩原设计为沉井基础墩身，受施工方影响改为重力式墩身；5号桥墩为单向受力墩，接引桥；0号桥台原设计为一般阶梯式重力式桥台，后因施工时缆索吊装的塔架底座安置需求，改为E型桥台。

## 历史
大桥于1989年11月完成工程可行性研究报告，1991年8月完成初步设计，1993年6月完成施工图设计，1993年底正式动工，于1995年12月建成，是重庆市第一座以股份制筹资修建的重要桥梁，建成时处于合川郊区，初为渝长高速公路（现兰海高速一部分）的终点。
2008年，合州大桥检查发现大桥个别桥墩基底河床被流水掏空、上部结构裂缝严重等病害并进行了加固。
2009年取消涪江二桥收费站，大桥停止收费。
2014年8月，合州大桥检查发现桥墩、桥面等部位出现不同程度的裂缝和风化剥落、91块行车道板严重破损等病害，于2015年6月10日开始封闭改造大桥，是月18日其开工，于2016年1月10日完工重新开放。
2018年12月10日至次年春节，大桥进行护栏专项整治工程，修复改造了桥梁的防撞护栏和人行道栏杆等。
2022年5月，合川区又对大桥桥面及伸缩缝进行了维修。